# Cathédrale Saint-Jean de Langzhong
Cette  cathédrale n’est pas la seule cathédrale Saint-Jean-l'Évangéliste.
La cathédrale Saint-Jean-l'Évangéliste de Langzhong (anglais : St John's Cathedral of Langzhong ; chinois traditionnel : 閬中聖約翰座堂 ; pinyin : Làngzhōng Shèngyuēhàn zuòtáng ; Wade : Lang-chung Shêng-yüeh-han tso-tʽang ; romanisation sichuanaise : Lang-chong Shen-io-han tso-tʽang), aussi appelée église de l'Évangile (福音堂, Fúyīn táng, Wade : Fu-yin tʽang ; romanisation sichuanaise : Fu-in tʽang), est une église et cathédrale protestante dans la ville-comté de Langzhong, Sichuan. Fondée en 1908, l'église était autrefois la cathédrale anglicane du diocèse de Szechwan (en) de la Church in China (en), qui était sous la juridiction de l'Église d'Angleterre. Initialement désigné comme pro-cathédrale, l'édifice est la plus grande église anglicane du sud-ouest de la Chine.

## Histoire
La première église anglicane de Langzhong (alors connue sous le nom de Paoning), l'église de la Trinité (en), construite en 1893, était devenue trop petite à mesure que le nombre de convertis avait augmenté,.
Après une série de problèmes, la cathédrale a finalement été construite sur la rue Yangtianjing, sous la supervision de William Cassels (en), l'un des Sept de Cambridge et l'évêque missionnaire du diocèse de Szechwan à cette époque. La construction a commencé en 1913 et s'est terminée en 1914.
La cathédrale a été conçue par l'architecte australien George A. Rogers, et construite dans le style néogothique avec des éléments architecturaux traditionnels sichuanais. Elle occupe une superficie de près de 4 000 mètres carrés, avec un cimetière, une bibliothèque, un puits, un jardin et un potager. Cassels est mort en 1925 et inhumé dans le jardin de la cathédrale. Montagu Proctor-Beauchamp (en), également l'un des Sept de Cambridge, a été enterré dans le cimetière de la cathédrale en 1939,.
Après la prise de contrôle de la Chine par les communistes en 1949, les églises chrétiennes en Chine ont été contraintes de rompre leurs liens avec les églises respectives à l'étranger, ce qui a ainsi conduit à la fusion de la cathédrale Saint-Jean dans l'Église patriotique des trois autonomies établie par le gouvernement communiste.